# José Miguel Camacho Sánchez
José Miguel Camacho Sánchez, né le 27 mai 1959, est un homme politique espagnol membre du Parti socialiste ouvrier espagnol (PSOE).
Il est élu député de la circonscription de Tolède lors des élections générales de décembre 2015.

## Biographie

### Vie privée
Il est divorcé.

### Profession
Il est fonctionnaire de l'État.

### Responsabilités régionales
Il s'inscrit au PSOE en mai 1986. Lors des élections municipales de mai 1991, il concourt sur la liste de Javier Corrochano à Talavera de la Reina. Lorsque celui-ci est investi maire, José Miguel Camacho est désigné adjoint au maire. Il perd cette fonction après les élections municipales de mai 1995 qui voient la victoire des conservateurs de Florentino Carriches Peramato. Il siège alors comme simple conseiller d'opposition. Devenu secrétaire général du groupement socialiste de Talavera, il est investi en quatrième position sur la liste présentée par José Bono dans la circonscription autonomique de Tolède lors des élections régionales de mai 1995. Il est alors élu député aux Cortes de Castille-La Manche après que la liste a remporté six mandats sur les onze à pourvoir. Membre de la commission du Bien-être social et de celle des Travaux publics, il est choisi comme vice-président de la commission des Budgets.
Il démissionne de son mandat en juillet 1997 — qui revient à María Mercedes Giner Llorca — lorsqu'il est nommé par José Bono délégué de la Junte des communautés de Castille-La Manche dans la province de Tolède. Il est relevé de ses fonctions administratives le 4 février 2000 lorsqu'il postule à un poste de sénateur lors des élections générales du mois suivant.

### Quatre mandats de sénateur
Investi en première position sur le ticket sénatorial du parti dans la circonscription de Tolède avec Milagros Tolón pour suppléante, il remporte 137 846 voix sur son nom propre et arrive en quatrième position derrière les trois candidats du Parti populaire. Ce résultat lui permet d'accéder au Sénat où il siège à la commission bicamérale chargée des Relations avec le Tribunal des comptes et d'être élu deuxième secrétaire de la commission de l'Intérieur et du Régime des Administrations publiques. De nouveau investi lors des élections législatives de mars 2004, il réunit 162 676 voix et obtient un deuxième mandat après avoir réalisé le meilleur score provincial. Durant la première législature de José Luis Rodríguez Zapatero à la présidence du gouvernement, il exerce les fonctions de porte-parole titulaire à la commission de l'Intérieur et d'adjoint à la commission spéciale d'étude relative à l'éradication du racisme et de la xénophobie dans le milieu sportif espagnol. Également membre de la commission bicamérale pour l'Union européenne et de la commission Réclamations, il est membre suppléant de la députation permanente.
Après la tenue des élections générales de mars 2008, il est nommé porte-parole adjoint du groupe parlementaire par Zapatero et devient membre titulaire de la députation permanente. Il est, en outre, membre de la commission bicamérale chargée du contrôle parlementaire de RTVE et intègre la délégation espagnole à l'Assemblée de l'Union interparlementaire (UIP). Conservant l'investiture du parti lors des élections législatives de novembre 2011, il n'obtient plus que 109 691 voix mais est tout de même réélu. Désigné porte-parole à la commission du Règlement, il conserve ses fonctions de porte-parole adjoint du groupe parlementaire jusqu'en septembre 2014 du fait de l'élection du jeune Pedro Sánchez au secrétariat général du PSOE à l'occasion d'un congrès fédéral extraordinaire. Il siège dès lors à la commission des Affaires étrangères.

### Député au Congrès
Dans l'optique des élections générales de décembre 2015, il est investi en deuxième position sur la liste conduite par Guadalupe Martín dans la circonscription de Tolède,. Élu au Congrès des députés, il devient deuxième secrétaire de la commission des Affaires étrangères et membre de la commission de l'Intérieur. Il intègre également la délégation espagnole à l'Assemblée parlementaire du Conseil de l'Europe. Il conserve son siège lors du scrutin législatif anticipé de juin 2016 et est promu porte-parole de la commission bicamérale chargée du contrôle parlementaire de RTVE. Durant le mandat de la direction provisoire du PSOE présidée par Javier Fernández, il est deuxième secrétaire de la commission des Affaires étrangères et premier vice-président de la commission de l'Économie, de l'Industrie et de la Compétitivité.